# I'll Stand By You (cântec de Girls Aloud)
I'll Stand By You este al șaptelea single lansat de grupul britanic Girls Aloud. Acesta este al doilea cover lansat de grup, după Jump, și s-a dovedit a fi cel mai mare succes al grupului de la Sound Of The Underground, devenind al doilea nr. 1 al grupului în Marea Britanie. Piesa a fost inclusă pe cel de-al doilea album de studio al grupului, What Will The Neighbours Say?, și a fost lansată ca al treilea single al albumului, pe data de 15 noiembrie 2004.

## Piesele
| CD1: Polydor / 9869129 (UK) |                                                |      |
| 1.                          | "I'll Stand by You"                            | 3:42 |
| 2.                          | "Real Life"                                    | 3:41 |
| CD2: Polydor / 9869130 (UK) |                                                |      |
| 1.                          | "I'll Stand by You"                            | 3:42 |
| 2.                          | "I'll Stand by You" [Tony Lamezma's Club Romp] | 5:05 |
| 3.                          | "What Will the Neighbours Say? Album Medley"   | 3:14 |
| 4.                          | "I'll Stand by You" [video]                    | 3:44 |
| 5.                          | "I'll Stand by You" [karaoke video]            | 3:44 |
| 6.                          | "I'll Stand by You" [game]                     |      |

## Versiuni
"I'll Stand by You"
| Versiunea                   | Apariția                                                                            |
| --------------------------- | ----------------------------------------------------------------------------------- |
| Album Version               | What Will the Neighbours Say?, "I'll Stand by You" single, The Sound of Girls Aloud |
| Tony Lamezma's Club Romp    | "I'll Stand by You" single                                                          |
| Video                       | "I'll Stand by You" single, Girls on Film [DVD], Style [DVD]                        |
| Gravitas Vocal Dub Mix Edit | "Wake Me Up" single                                                                 |

"Real Life"
| Versiunea                  | Apariția                                                  |
| -------------------------- | --------------------------------------------------------- |
| Album Version              | What Will the Neighbours Say?, "I'll Stand by You" single |
| Live at Hammersmith Apollo | "Long Hot Summer" single                                  |

## Prezența în clasamente
I'll Stand By You a debutat direct pe locul 1 în clasamentul oficial din Marea Britanie, având vânzări de peste 57.000 de unități în prima săptămână. Single-ul a rămas pe prima poziție a clasamentului și în a doua săptămâna, având vânzări de peste 29.000 de unități, blocându-le pe Destiny's Child să ajungă pe prima poziție a clasamentului cu hitul lor Lose My Breath, care a staționat pe locul 2 timp de patru săptămâni, având șanse să le înlăture de pe prima poziție pe Girls Aloud. În Irlanda single-ul nu a atins prima poziție și nici a doua, după cum au reușit precedentele single-uri, dar a fost un adevărat succes, petrecând nouă săptămâni în top 5. La posturile de radio din Marea Britanie piesa a primit difuzări masive, reușind un loc 9 în clasamentul difuzărilor, devenind primul single de la Sound Of The Underground care să ajungă în top 10. În clasamentul de descărcări digitale, single-ul a atins poziția cu numărul 5. Vânzările totale ale single-ului s-au ridicat la peste 185.000 de unități, primind discul de Argint.

## Clasamente
| Clasament (2004)         | Poziția maximă |
| ------------------------ | -------------- |
| UK Singles Chart         | 1              |
| Irish Singles Chart      | 3              |
| European Singles Chart   | 5              |
| UK Download Chart        | 3              |
| Euro 200                 | 17             |
| UK Radio Airplay Chart   | 9              |
| Poland Singles Chart     | 51             |
| Netherland Singles Chart | 85             |